# Division 1 (Bélgica) 1991-92
La Primera División de Bélgica 1991/92 fue la 89.ª temporada de la máxima competición futbolística en Bélgica.

## Tabla de posiciones
| Pos | Equipo               | PJ | PG | PE | PP | GF | GC | Pts | DG  | Notas                                                 |
| --- | -------------------- | -- | -- | -- | -- | -- | -- | --- | --- | ----------------------------------------------------- |
| 1   | Club Brugge          | 34 | 21 | 11 | 2  | 68 | 29 | 53  | +39 | Clasificado a la Liga de Campeones de la UEFA 1992-93 |
| 2   | RSC Anderlecht       | 34 | 21 | 7  | 6  | 65 | 26 | 49  | +39 | Clasificado a la Copa de la UEFA 1992-93              |
| 3   | R. Standard de Liège | 34 | 16 | 14 | 4  | 59 | 28 | 46  | +31 | Clasificado a la Copa de la UEFA 1992-93              |
| 4   | KV Mechelen          | 34 | 15 | 13 | 6  | 47 | 23 | 43  | +24 | Clasificado a la Copa de la UEFA 1992-93              |
| 5   | Antwerp FC           | 34 | 18 | 5  | 11 | 47 | 39 | 41  | +8  | Clasificado a la Recopa de Europa 1992-93             |
| 6   | AA Gent              | 34 | 16 | 9  | 9  | 54 | 44 | 41  | +10 |                                                       |
| 7   | Lierse SK            | 34 | 14 | 9  | 11 | 53 | 50 | 37  | +3  |                                                       |
| 8   | Germinal Ekeren      | 34 | 13 | 11 | 10 | 55 | 45 | 37  | +10 |                                                       |
| 9   | Cercle Brugge        | 34 | 10 | 14 | 10 | 57 | 57 | 34  | 0   |                                                       |
| 10  | KSV Waregem          | 34 | 11 | 8  | 15 | 47 | 55 | 30  | -8  |                                                       |
| 11  | RWDM                 | 34 | 11 | 7  | 16 | 37 | 48 | 29  | -11 |                                                       |
| 12  | KSK Beveren          | 34 | 9  | 11 | 14 | 42 | 52 | 29  | -10 |                                                       |
| 13  | R. Charleroi SC      | 34 | 9  | 9  | 16 | 32 | 43 | 27  | -11 |                                                       |
| 14  | KSC Lokeren          | 34 | 8  | 11 | 15 | 38 | 51 | 27  | -13 |                                                       |
| 15  | Club Liégeois        | 34 | 7  | 13 | 14 | 33 | 47 | 27  | -14 |                                                       |
| 16  | KRC Genk             | 34 | 8  | 10 | 16 | 32 | 44 | 26  | -12 |                                                       |
| 17  | KV Kortrijk          | 34 | 5  | 10 | 19 | 31 | 72 | 20  | -41 | Descenso a la Segunda División                        |
| 18  | Eendracht Aalst      | 34 | 4  | 8  | 22 | 18 | 62 | 16  | -44 | Descenso a la Segunda División                        |

PJ = Partidos jugados; PG = Partidos ganados; PE = Partidos empatados; PP = Partidos perdidos; GF = Goles a favor; GC = Goles en contra; Pts = Puntos; DG = Diferencia de goles